# Wiadukt Biskupia Górka
Wiadukt Biskupia Górka – wiadukt w Gdańsku na drodze krajowej nr 91 (E75), w ciągu ulicy Trakt św. Wojciecha. Znajduje się na granicy dzielnic Śródmieście i Orunia-Św. Wojciech-Lipce, na osiedlu Zaroślak.

## Funkcja
Wiadukt przebiega nad  linią kolejową nr 9 Warszawa Wschodnia - Gdańsk Główny oraz nad krańcem linii nr 250 eksploatowanej przez SKM Trójmiasto. Pierwszy wiadukt w tym miejscu został zbudowany około 1955 roku. Na jego południowym przyczółku znajduje się przystanek autobusowy Zaroślak n/ż.
Pod wiaduktem znajdowała się stacja kolejowa Gdańsk Biskupia Górka, do 1945 funkcjonująca jako Danzig Petershagen. Obecnie pod wiaduktem znajdują się tory odstawcze stacji Gdańsk Śródmieście, czynnej od 1 kwietnia 2015.

## Budowa nowego wiaduktu
W 2017 pozyskano środki na sfinansowanie całkowitej przebudowy wiaduktu, której koszt szacowano na 138 mln zł. Wykonawcą prac została firma Budimex SA, z którą w marcu 2018 zawarto umowę na budowę wiaduktu Biskupia Górka (a w istocie 2 wiaduktów łukowych) wraz z parkingiem wielopoziomowym o kubaturze  ponad 87 tys. m sześc. (4 kondygnacje, blisko 500 pojazdów) i przyległym układem drogowym. W ramach inwestycji powstały również wiadukty nad ul. Nowe Podwale Grodzkie, estakady dojazdowe do wiaduktu i most przez Kanał Raduni na Zaroślaku.
Całkowity koszt projektu wraz z parkingiem wynosił 163 mln zł, z czego dofinansowanie z Unii Europejskiej to 117 693 557,57 zł.
Nowy wiadukt miał zostać oddany do użytku do końca lipca 2019, jednakże termin realizacji przesunięto na drugą połowę 2019 roku, a następnie na ostatni kwartał 2020. Oficjalnymi przyczynami opóźnienia były trudne warunki realizacji robót (konieczność wyłączania napięcia w kolejowej sieci trakcyjnej), oraz konieczność zmian w projektach w związku z odkryciem pozostałości XVII-wiecznych fortyfikacji Bastionu Wiebego i XV-wiecznej Baszty Nowej (przeprojektowano niektóre elementy układu drogowego i zmieniono technologię posadowienia wiaduktu, co wpłynęło na harmonogram prac). Odkrycie pozostałości murów obronnych dawnego Gdańska wymusiło też przeprojektowanie planowanego parkingu przy ul. Okopowej.
Pierwszy z nowych wiaduktów o konstrukcji łukowej został oddany do użytku 13 sierpnia 2019. Umożliwiło to wykonawcy inwestycji w ciągu kolejnego półrocza rozbiórkę liczącego ok. 50 lat starego wiaduktu. Oddanie wschodniego wiaduktu nastąpiło 29 stycznia 2021.
Rozpiętość nowych dwóch estakad wynosi nieco ponad 100 metrów, a całkowita szerokość ok. 38 m. Na obydwu wiaduktach znajdują się po trzy pasy ruchu oraz chodniki, a na zachodnim wiadukcie droga dla rowerów.